# Рёгнвальд Оркнейский
Рёгнвальд Оркнейский  (Рёгнвальд Кали Кольссон, норв. Rögnvald Kali Kolsson, Ragnvald Orknøyjarl; около 1100, Ругаланн — 20 августа 1158, Кейтнесс, Шотландия) — ярл Оркнейских островов (1136—1158), скальд, святой Римско-католической церкви, мученик.

## Биография
Рёгнвальд Кали родился в семье могущественного норвежского бонда Коля Калиссона и Гуннхильд, которая приходилась сестрой святому Магнусу. Как сообщает «Сага об оркнейцах», при рождении Рёгнвальд Кали был назван просто Кали, а «довесок» к имени получил от конунга Сигурда Крестоносца, который прознал, что Гуннхильд называла ярла Рёгнвальда Брусасона «самым лучшим ярлом на Оркнейских островах».
Уже в молодости Рёгнвальд Кали подавал большие надежды и сочинял висы. Он часто ездил в торговые поездки в Англию, а незадолго до своей смерти конунг Сигурд назначил его ярлом Оркнейских островов, чтобы он правил вместе с троюродным братом Палем Хаконссоном.
В 1130 году конунг Сигурд скончался, и Рёгнвальд Кали принял участие в дележе страны между сыном Сигурда Магнусом и Харальдом Гилли, выступив на стороне последнего. В августе 1134 года Харальд проиграл важную битву при Фюрилейве, однако уже зимой собрал при помощи датчан новое войско и захватил в плен Магнуса.
Вскоре после этих событий Рёгнвальд Кали принял решение вступить в права ярла. Он послал к Палю гонцов на Оркнейские острова с требованием отдать ему половину земель, однако Паль отказал. В «Саге об оркнейцах» (гл. 63-73) подробно рассказывается о том, как Рёгнвальд Кали пытался захватить власть на островах и обороне, которую держал Паль. В первое лето Палю удалось отбить атаки Рёгнвальда Кали, однако на следующее лето, благодаря военной хитрости, Рёгнвальду удалось обосноваться на Оркнейских островах. Через некоторое время ярл Паль был схвачен одни из своих врагов Свейном Аслейфарсоном (возможно, по приказу Рёгнвальда Кали), увезен в Шотландию и там, вероятно, казнен. В соправители Рёгнвальд Кали получил малолетнего троюродного племянника Харальда Маддадссона.
Сразу после того, как Рёгнвальд Кали фактически захватил власть во всем королевстве (помимо Оркнейских островов, в него входили Шетландские острова и область Кейтнесс на севере Шотландии), он инициировал строительство в Керкуолле кафедрального собора во имя святого Магнуса Оркнейского.
В 1153 году Рёгнвальд Кали совершил продлившееся около двух лет морское путешествие в Константинополь, о чём рассказывается в гл. 17 «Саги о сыновьях Харальда Гилли» в «Круге Земном». Вернувшись на Оркнейские острова в конце 1155 года, он обнаружил, что объявился ещё один ярл — двоюродный брат Харальда Маддадссона Эрленд Харальдссон. Поначалу Рёгнвальд Кали поладил с Эрлендом, однако вскоре последний был убит.
В 1158 году Рёгнвальд был убит на севере Шотландии в Кейтнессе и похоронен в заложенном им соборе св. Магнуса.

## Прославление

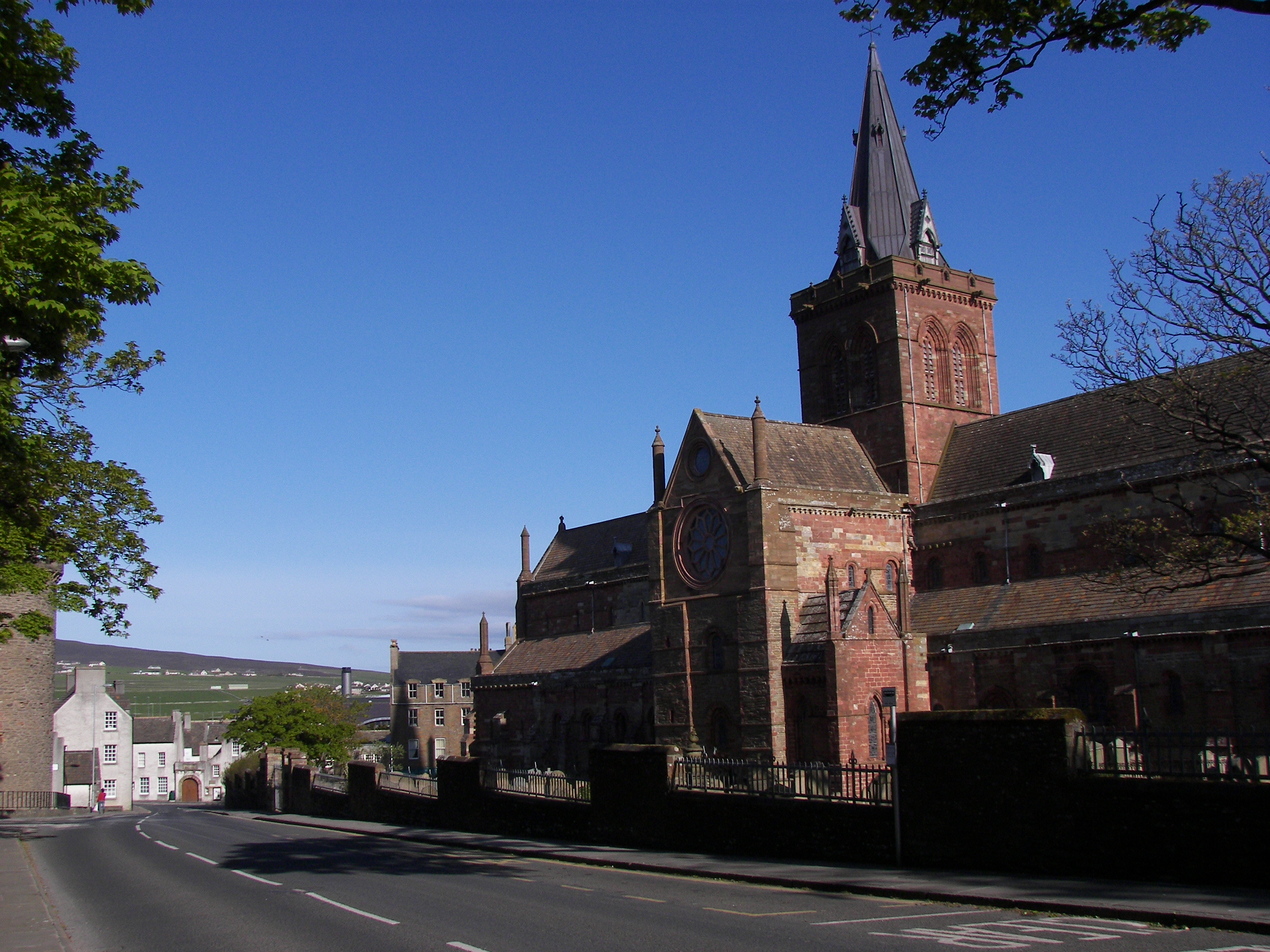
Собор святого Магнуса

Согласно преданию, после смерти Рёгнвальда совершались многочисленные чудеса в его честь, поэтому Рёгнвальд был канонизирован римским папой Целестином III. Однако культ святого Рёгнвальда не получил большого распространения, и его почитают только в отдельных районах на Оркнейских островах.
День памяти в Католической церкви — 21 августа. Раньше праздновался в день смерти — 20 августа.

## Скальдическое искусство
Рёгнвальд Кали известен как автор многочисленных вис (строф). В «Саге об оркнейцах» приводится несколько десятков его вис. Большинство из них носит развлекательный и любовный характер, но есть и те, что посвящены сражениям.